# یوهان گئورگ هاینریش فدر

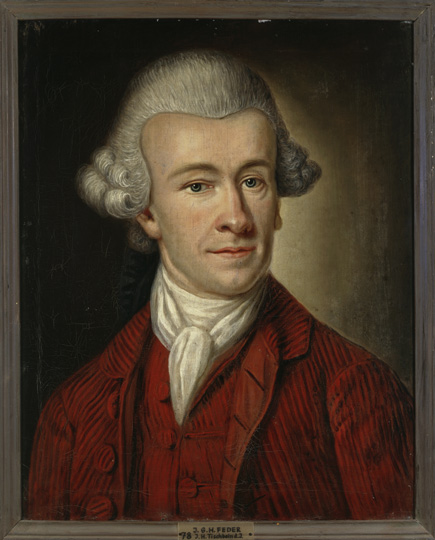
یوهان گئورگ هاینریش فدر، نقاشی یوهان هاینریش تیشبین جوان، ج. ۱۷۷۲، گلیمهاوس، هالبرشتات.

یوهان گئورگ هاینریش فدر (آلمانی: [ˈfe:dɐ] ; ۱۵ مه ۱۷۴۰–۲۲ مه ۱۸۲۱) فیلسوف آلمانی بود.

## زندگی
فدر در ۱۵ مه ۱۷۴۰در روستای شورن وایساخ (اکنون بخشی از اوهلفلد، باواریا) در شاهزاده‌نشین بایروث، پسر مارتین هاینریش فدر († ۱۷۴۹)، کشیش روستا متولد شد. فدر در ارلانگن به تحصیل الهیات و آموزش پرداخت. از ۱۷۶۸تا ۱۷۸۲او استاد فلسفه در دانشگاه گوتینگن بود. در زمان مرگش، در هانوفر، او مدیر انستیتو Pageninist بود.
نوشته‌های او در آن زمان به دلیل نحوه ارائه شفاف و سلیقه‌ای که داشت، بسیار خوانده می‌شد. فدر قاطعانه با ایده آلیسم امانوئل کانت مخالفت کرد. او به خاطر خلاصه کردن بررسی کریستین گارف بر نقد عقل محض کانت به شهرت رسید. فدر به عنوان فیلسوف بیشتر به مکتب التقاطی لایبنیتس – ولف گرایش داشت.

## آثار
- شش روز که طی آن کار آفرینش به پایان رسید، همان‌طور که بودند به لاتین(۱۷۵۹).
- انسان ذاتاً وحشی نیست (۱۷۶۵).
- طرح کلی علوم فلسفی (۱۷۶۷). ویرایش دوم، ۱۷۶۹.
- در مورد ارزش تفکر سیستماتیک (۱۷۶۷).
- امیل جدید (۱۷۷۴–۱۷۶۸). ۲ جلد.
  - جلد ۱، ۱۷۶۸. ویرایش دوم، ۱۷۷۱. ویرایش سوم، ۱۷۷۴.
  - جلد ۲، ۱۷۷۴.
- منطق و متافیزیک در طرح کلی (۱۷۶۹). ویرایش سوم، ۱۷۸۳.
- کتاب درسی فلسفه عملی (۱۷۷۰).
- نهادهای منطقی و متافیزیکی (۱۷۷۷).
- مطالعاتی در باب اراده انسان (۱۷۹۳–۱۷۷۹). ۴ جلد.
  - جلد ۱، ۱۷۷۹.
  - جلد ۲، ۱۷۸۲.
  - جلد ۳، ۱۷۸۶.
  - جلد ۴، ۱۷۹۳.
- آموزه‌های اساسی در شناخت اراده انسان (۱۷۸۳). ویرایش دوم، ۱۷۸۵. گوگل (لوزان)
- دربارهٔ فضا و علیت، برای آزمایش فلسفه کانتی (۱۷۸۷).
- کتابخانه فلسفی (۱۷۹۱–۱۷۸۸). ۴ جلد.
- اصول منطق و متافیزیک (۱۷۹۴).
- سوفی چورفورستین فون هانوفر در اومریس (۱۸۱۰).
- کتابچه راهنمای حسابداری دولتی و صندوق‌های نقدی (۱۸۲۰). Google (UMich)
- زندگی فدر، طبیعت و اصول (۱۸۲۵). [زندگی‌نامه فدر، ویرایش شده توسط پسرش کارل آگوست لودویگ]